# تونيا كنزنغر
تونيا كنزنغر (بالإنجليزية: Tonya Kinzinger)‏ هي عارضة وممثلة أمريكية، ولدت في 20 يونيو 1968 في الولايات المتحدة.

## وصلات خارجية
- تونيا كنزنغر على موقع IMDb (الإنجليزية)
- تونيا كنزنغر على موقع ألو سيني (الفرنسية)
- تونيا كنزنغر على موقع أول موفي (الإنجليزية)
- تونيا كنزنغر على موقع قاعدة بيانات الفيلم (الإنجليزية)
- تونيا كنزنغر على موقع كينوبويسك (الروسية)